# NGC 4266
NGC 4266 é uma galáxia espiral barrada (SBa) localizada na direcção da constelação de Virgo. Possui uma declinação de +05° 32' 17" e uma ascensão recta de 12 horas, 19 minutos e 42,1 segundos.
A galáxia NGC 4266 foi descoberta em 26 de Maio de 1864 por Albert Marth.